# Miagrammopes latens
Miagrammopes latens là một loài nhện trong họ Uloboridae.
Loài này thuộc chi Miagrammopes. Miagrammopes latens được Elizabeth Bangs Bryant miêu tả năm 1936.